# 죽장초등학교
죽장초등학교는 대한민국 경상북도 포항시 북구 죽장면 입암리에 있는 공립 초등학교다.

## 학교 연혁
- 1931년 9월 25일 죽남공립보통학교 개교(설립인가 6월 15일)
- 1938년 4월 1일 죽남공립심상소학교로 개칭
- 1941년 4월 1일 죽남공립국민학교로 개칭
- 1964년 9월 29일 죽장국민학교로 명칭 변경
- 1981년 1월 15일 병설유치원 인가
- 1984년 3월 1일 현내분교장 편입
- 1986년 3월 1일 두마분교장 편입
- 1992년 3월 1일 가사분교장 통폐합
- 1995년 3월 1일 정자국민학교, 두마분교 통폐합
- 1996년 3월 1일 현내분교장 통폐합
- 1996년 3월 1일 죽장초등학교로 교명 변경
- 1999년 3월 1일 죽북초등학교 본교 분교장으로 격하
- 1999년 9월 1일 상옥초등학교 본교 분교장으로 격하
- 2017년 2월 17일 제83회 졸업(졸업생 총원 3,423명)
- 2017년 3월 1일 본교(4),분교(2) 계 6학급 편성, 특수(1) 편성, 병설유치원 본교(1) 편성
- 2017년 3월 1일 제38대 신영란 교장 취임

## 학교 상징
- 교화 - 개나리 : 이른 봄 잎보다 꽃이 먼저 피어나는 근면성과 아름다운 모습으로 울타리가 되어주는 봉사심을 본받아 서로 도우며 부지런히 생활하고 어려움을 참고 이겨내는 성실한 어린이가 되자.
- 교목 - 은행나무 : 숱한 비바람에도 굴함이 없이 늘 늠름한 모습을 자랑하는 굳건함을 본받아 오늘도 내일도 죽장의 어린이는 은행나무의 품에 안겨 슬기와 멋을 배우고 실천하여 씩씩하게 자라자.

## 참고 자료
- 죽장초등학교 - 한국교육학술정보원 학교알리미